# Isaria intricata
Isaria intricata är en svampart som beskrevs av Fr. 1832. Isaria intricata ingår i släktet Isaria och familjen Cordycipitaceae.   Inga underarter finns listade i Catalogue of Life.